# Tapinoma antarcticum
Tapinoma antarcticum é uma espécie de formiga do gênero Tapinoma.